# Sertésfogúhal-félék
A sertésfogúhal-félék (Ephippidae) a sugarasúszójú halak osztályába a sügéralakúak (Perciformes) rendjébe tartozó család.

## Rendszerezés
A családba az alábbi nemek és fajok tartoznak:
- Chaetodipterus
- Ephippus
  - Ephippus goreensis
  - Ephippus orbis
- Parapsettus
  - Parapsettus panamensis
- Platax
  - Platax batavianus
  - Platax boersii
  - Denevérhal (Platax orbicularis)
  - Platax pinnatus
  - Sávos denevérhal (Platax teira)
- Proteracanthus
  - Proteracanthus sarissophorus
- Rhinoprenes
  - Rhinoprenes pentanemus
- Tripterodon
  - Tripterodon orbis
- Zabidius
  - Zabidius novemaculeatus